# مارکلا کاونا
مارکلا کاونا (به انگلیسی: Markella Kavenagh؛ زاده ۳۰ ژانویه ۲۰۰۰) هنرپیشه استرالیایی است.
او بیشتر برای بازی در نقش شخصیت نوری برندی‌فوت در مجموعهٔ تلویزیونی فانتزی ارباب حلقه‌ها: حلقه‌های قدرت شناخته می‌شود.